# Języcznik (rodzaj ssaków)
Języcznik (Macroglossus) – rodzaj ssaków z podrodziny Macroglossusinae w rodzinie rudawkowatych (Pteropodidae).

## Rozmieszczenie geograficzne
Rodzaj obejmuje gatunki występujące w Azji i Australii.

## Morfologia
Długość ciała (bez ogona) 49–89 mm, długość ogona 0–6 mm, długość ucha 11–19 mm, długość tylnej stopy 10–23,3 mm, długość przedramienia 37,4–52 mm; masa ciała 8–29 g.

## Systematyka
Rodzaj zdefiniował w 1824 roku francuski przyrodnik Frédéric Cuvier w publikacji własnego autorstwa o tytule Zęby ssaków uważane za cechy zoologiczne. Gatunkiem typowym jest (oznaczenie monotypowe) języcznik malutki (M. minimus).

### Etymologia
- Macroglossus (Macroglossa): μακρος makros ‘długi’; γλωσσα glōssa ‘język’[12].
- Kiodotus: zlatynizowana zwyczajowa nazwa gatunku[13].
- Rhynchocyon: gr. ῥυγχος rhunkhos ‘pysk’; κυων kuōn, κυνος kunos ‘pies’[14].
- Carponycteris: gr. καρπος karpos ‘owoc’; νυκτερις nukteris, νυκτεριδος nukteridos ‘nietoperz’[15].
- Odontonycteris: gr. οδους odous, οδοντος odontos ‘ząb’[16] ; νυκτερις nukteris, νυκτεριδος nukteridos ‘nietoperz’[17]. Gatunek typowy (oznaczenie monotypowe): Odontonycteris meyeri Jentink, 1902 (= Pteropus minimus É. Geoffroy Saint-Hilaire, 1810).

### Podział systematyczny
Do rodzaju należą następujące gatunki:
| Grafika | Gatunek               | Autor i rok opisu                 | Nazwa zwyczajowa  | Podgatunki   | Rozmieszczenie geograficzne | Podstawowe wymiary                                    | Status IUCN |
| ------- | --------------------- | --------------------------------- | ----------------- | ------------ | --- | ----------------------------------------------------- | ----------- |
|         | Macroglossus minimus  | (É. Geoffroy Saint-Hilaire, 1810) | języcznik malutki | 4 podgatunki | środkowa i południowa Tajlandia, południowy Wietnam i Kambodża na południe do Wielkich i Małych Wysp Sundajskich, na wschód do Nowej Gwinei, Wysp Salomona i północnej Australii, Filipiny; zakres wysokości: 0–2250 m n.p.m.     | DC: 4,9–7,7 cm DO: 0–0,4 cm DP: 3,7–4,5 cm MC: 8–25 g | LC          |
|         | Macroglossus sabrinus | Andersen, 1911                    | języcznik większy | 2 podgatunki | północno-wschodnie Indie, południowo-środkowa Chińska Republika Ludowa (południowy Junnan), na południe przez kontynentalną Azję Południowo-Wschodnią do Sumatry (wraz z wyspami), Jawa i Bali; zakres wysokości: 0–2000 m n.p.m. | DC: 7–8,9 cm DO: 0–0,6 cm DP: 3,8–5,2 cm MC: 18–29 g  | LC          |

Kategorie IUCN:  LC  – gatunek najmniejszej troski.